# Phloeolaemus quinquearticulatus
Phloeolaemus quinquearticulatus is een keversoort uit de familie dwergschorskevers (Laemophloeidae). De wetenschappelijke naam van de soort werd in 1896 gepubliceerd door Antoine Henri Grouvelle.